# Bromley (Kentucky)
Bromley es una ciudad ubicada en el condado de Kenton en el estado estadounidense de Kentucky. En el Censo de 2010 tenía una población de 763 habitantes y una densidad poblacional de 1.185,27 personas por km².

## Geografía
Bromley se encuentra ubicada en las coordenadas 39°4′57″N 84°33′36″O / 39.08250, -84.56000. Según la Oficina del Censo de los Estados Unidos, Bromley tiene una superficie total de 1.04 km², de la cual 0.78 km² corresponden a tierra firme y (25%) 0.26 km² es agua.

## Demografía
Según el censo de 2010, había 763 personas residiendo en Bromley. La densidad de población era de 1.185,27 hab./km². De los 763 habitantes, Bromley estaba compuesto por el 97.64% blancos, el 0.66% eran afroamericanos, el 0.26% eran amerindios, el 0.39% eran asiáticos, el 0% eran isleños del Pacífico, el 0.13% eran de otras razas y el 0.92% pertenecían a dos o más razas. Del total de la población el 1.05% eran hispanos o latinos de cualquier raza.